# Comuna Vordingborg (1970-2006)
Vordingborg (Vordingborg Kommune) a fost o comună din comitatul Storstrøm Amt, Danemarca, care a existat între anii 1970-2006. Comuna avea o suprafață totală de 176 km² și o populație de 20.226 de locuitori (în 2000), iar din 2007 teritoriul său face parte din comuna Vordingborg.
1. ↑  Danske borgmestre 1970-2018 (PDF)